# Кармен (опера)

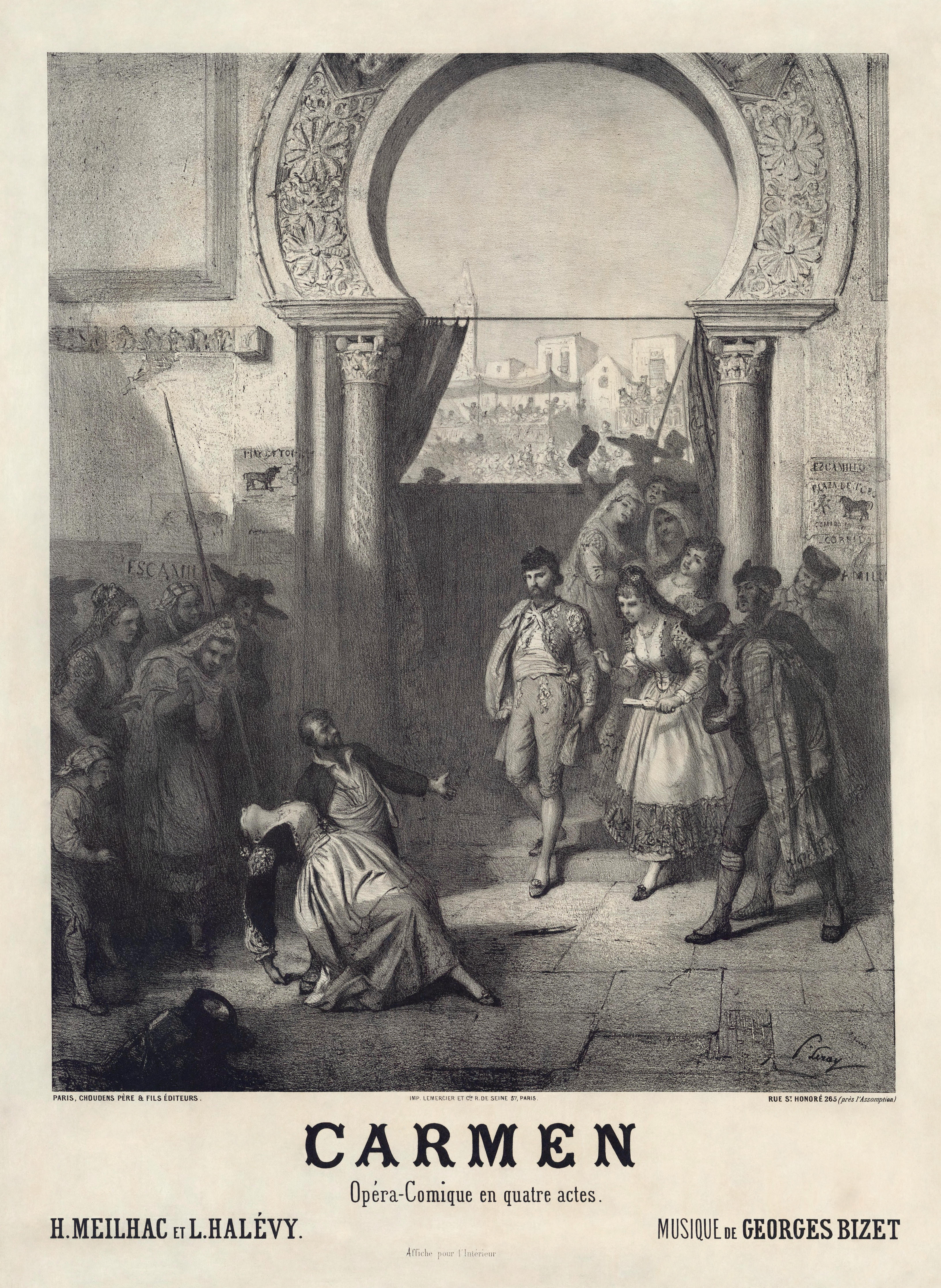
Афіша прем'єри «Кармен», що відбулася 3 березня 1875 у паризькому театрі Опера комік

«Карме́н» (фр. Carmen) — опера на 4 дії французького композитора Жоржа Бізе, лібрето Анрі Мельяка та Людовіка Галеві за однойменною новелою Проспера Меріме. Вперше поставлена в Парижі у театрі Опера-Комік 3 березня 1875 року.

## Дійові особи та перші виконавці

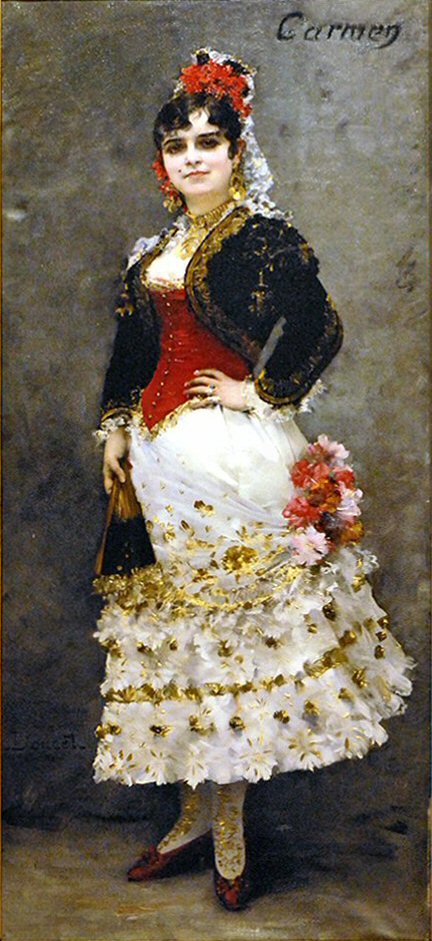
Селестина Галлі-Мар'є у ролі Кармен

| Партія | Голос         | Виконавець на прем'єрі 3 березня 1875 Диригент: Адольф Делофр |
| --- | ------------- | ------------------------------------------------------------- |
| Кармен, циганка | меццо-сопрано | Селестина Галлі-Мар'є                                         |
| Дон Хозе, сержант | тенор         | Поль Лері                                                     |
| Ескамільйо, тореадор | баритон       | Жак Буї                                                       |
| Мікаела, наречена дона Хозе | сопрано       | Маргарита Шапюї                                               |
| Цуніга, лейтенант | бас           | Ежен Дюфріш                                                   |
| Моралес, сержант | баритон       | Едмон Дювернуа                                                |
| Фраскіта, циганка, подруга Кармен | сопрано       | Аліса Дюкасс                                                  |
| Мерседес, циганка, подруга Кармен | мецо-сопрано  | Естер Шевальє                                                 |
| Данкайро, контрабандист | баритон       | Пьєр-Арман Потель                                             |
| Ремендадо, контрабандист | тенор         | Барно                                                         |
| Лільяс Пастья, шинкар | без співу     | M. Натан                                                      |
| Провідник | без співу     | М. Тест                                                       |
| Офіцери, солдати, вуличні хлопчаки, робітниці сигарної фабрики, молодики, цигани та циганки, контрабандисти, тореадори, пікадори, народ |               |                                                               |

## Короткий зміст

### Дія перша

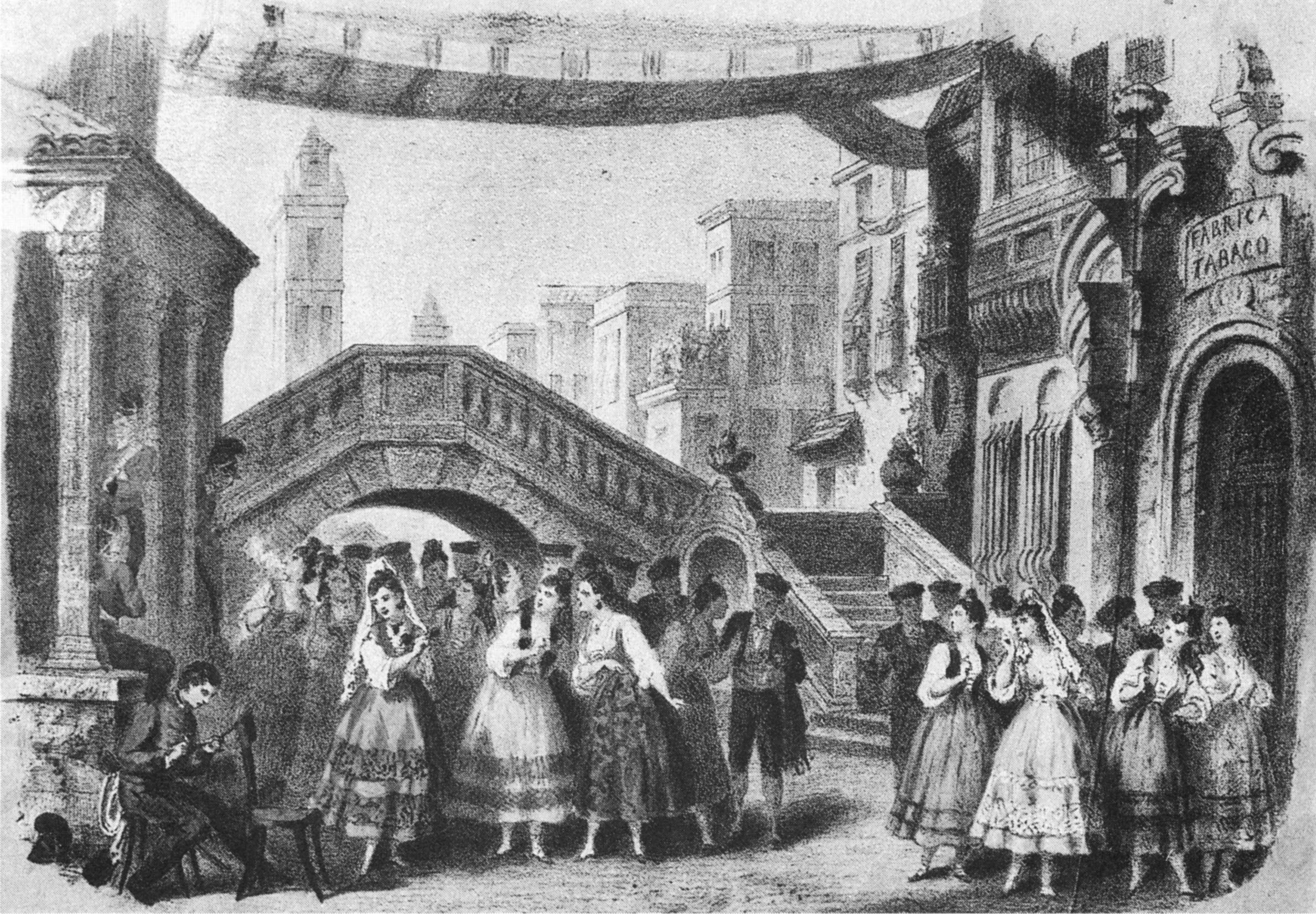
Перша дія «Кармен». Літографія П'єра-Огюста Ламі

Дія відбувається в Іспанії близько 1820 року. Перед нами площа у Севільї. Спекотний полудень. З одного боку сцени — казарма. Навпроти казарми — сигарна фабрика.
Біля казарми стоїть група солдатів, що очікують зміни варти. Вони розглядають перехожих і обговорюють їх.
З'являється дівчина Мікаела. Вона не місцева і шукає тут свого друга сержанта дона Хозе. Сержант Моралес повідомляє їй, що Хозе буде у складі нової варти і пропонує зачекати його тут. Збентежена цією пропозицією, Мікаела відходить.
Відбувається зміна варти, під час якої група вуличних хлопчаків грається в солдатів. У складі нової варти дон Хозе і його командир лейтенант Цуніга. Біля воріт фабрики зібралася група молодиків, які чекають, коли робітниці вийдуть на обідню перерву. Дзвін на фабриці сповіщає про початок перерви, і з воріт висипають юрбою меткі веселі робітниці. Всі вони курять сигари. Присутні чоловіки вітають дівчат, захоплюючись їхньою красою. Вони чекають на появу найгарнішої робітниці — циганки Кармен.
Нарешті з'являється Кармен. Вона фліртує з юнаками і співає. В руці у неї квітка. Звучить знаменита арія Кармен (хабанера) «Кохання — справжня дика пташка» (L'amour est un oiseau rebelle). Це відверте попередження про те, що любов Кармен — справа небезпечна. У кінці своєї пісні Кармен кидає квітку в дона Хозе. Розгублений, він підіймає квітку і ховає до кишені. Це зачарована квітка, яка викликає у дона Хозе нездоланну пристрасть до Кармен. Після цього дівчата повертаються на фабрику, сміючись над збентеженням дона Хозе.
Приходить Мікаела. Вона вручає дону Хозе листа від його матері, а також передає йому материнський поцілунок. Звучить дует «Розкажи мені про матір» (Parle moi ma mere). Мікаела йде. Дон Хозе читає листа. Виявляється, мати радить йому одружитися з Мікаелою. Він висловлює впевненість, що вони будуть гарною парою.
Раптом з фабрики лунає жахливий шум. Робітниці вибігають на вулицю. Лейтенант Цуніга, намагаючись навести порядок, з'ясовує, що причина рейваху — Кармен: вона накинулася на одну з дівчат і поранила її ножем. Цуніга наказує дону Хозе заарештувати циганку та відвести її до карцеру. Солдати відтісняють жінок і дон Хозе залишається наодинці з Кармен.
Переконана у своїй владі над доном Хозе, Кармен намовляє його звільнити її. Вона остаточно завойовує серце молодого солдата п'янкою сегідільєю «Біля севільської брами» (Pres de la porte de Seville). Вона обіцяє співати і танцювати тільки для нього. Для цього він повинен навідатись до шинку, що знаходиться поблизу міської брами, і належить її приятелеві Лільясові Пастья.
Повертається Цуніга. Він віддає дону Хозе наказ відвести Кармен до в'язниці. По дорозі Кармен, як вони перед тим домовились, штовхає Хозе і втікає. За недбалість, що призвела до втечі злочинниці, сержанта заарештовують.

### Дія друга

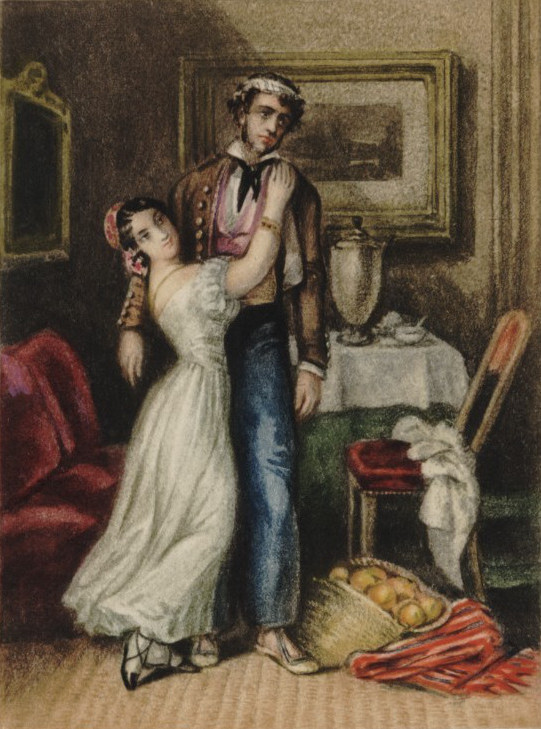
Кармен і дон Хозе. Акварель Проспера Меріме

Шинок Лільяса Пастьї через два місяці. Циганський танець, сповнений запальних веселощів. Серед відвідувачів лейтенант Цуніга. Він намагається залицятися до Кармен, проте вона не відповідає йому взаємністю. Однак їй приємно почути, що сьогодні спливає термін ув'язнення дона Хозе.
Несподівано у шинку з'являється тореадор Ескамільйо у супроводі натовпу своїх шанувальників. Він співає свої знамениті куплети «Я ваш тост приймаю залюбки» (Votre toast, je peux le rendre). Ескамільо бачить Кармен і вражений її красою. Проте вона байдужа до нього.
Але час вже пізній і пора закривати шинок. Незабаром відвідувачі йдуть, і у шинку залишаються лише Кармен і четверо контрабандистів: двоє дівчат — Фраскіта і Мерседес, і двоє чоловіків — Данкайро і Ремендадо. Вони разом співають легкий, жвавий квінтет «Хочемо запропонувати вам роботу» (Nous avons en tete une affaire). Планується перевезення через гори партії контрабандного товару. Говориться, що у такій справі необхідні жінки, бо вони можуть чудово відволікати увагу солдатів та митників.
У цей момент за сценою звучить голос дона Хозе, що співає свою солдатську пісню. Кармен випроваджує всіх з шинку і тепло вітає дона Хозе, що прийшов сюди після звільнення з-під арешту. Як вона і обіцяла, вона співає і танцює для нього. Під час її танцю лунає звук труби, який закликає солдатів з'явитися до казарми. Дон Хозе хоче йти, але Кармен не хоче його відпускати. Вона обурена тим, що він ставить обов'язок солдата вище за кохання. Кричить, що не буде кохати чоловіка, для якого кохання не понад усе.
Виправдовуючись, дон Хозе дістає квітку, яку вона кинула йому колись, і в пристрасній арії «Квітка, що ти мені кинула» (La fleur que tu m ' avais jete) розповідає про те, як вона надихала його всі ті дні, що він провів у в'язниці. У відповідь Кармен закликає його покинути армію та втекти з нею в гори, де вони зможуть повністю віддатися коханню. Проте Хозе стоїть на своєму: він мусить іти до казарми. Кармен заявляє, що тоді між ними все скінчено і він може більше не повертатися.
У розпал суперечки лунає стук у двері. Це повернувся лейтенант Цуніга. Він глузує з Кармен через її прихильність до Хозе: «Навіщо тобі сержант, якщо є офіцер?» Після цього він наказує дону Хозе іти до казарми, щоб залишитись з циганкою наодинці. Хозе відмовляється, лейтенант штовхає його до дверей. У запалі суперники вихоплюють шаблі. На крик Кармен збігаються контрабандисти. Вони роззброюють Цунігу і виводять з приміщення.
Тепер дон Хозе вже не може повернутися на службу: за напад на офіцера йому загрожує страта. Підкоряючись неминучому, він приєднується до банди контрабандистів.
Друга дія завершується хором, у якому контрабандисти прославляють вільне життя. Його з ентузіазмом співають усі, крім Цуніги.

### Дія третя

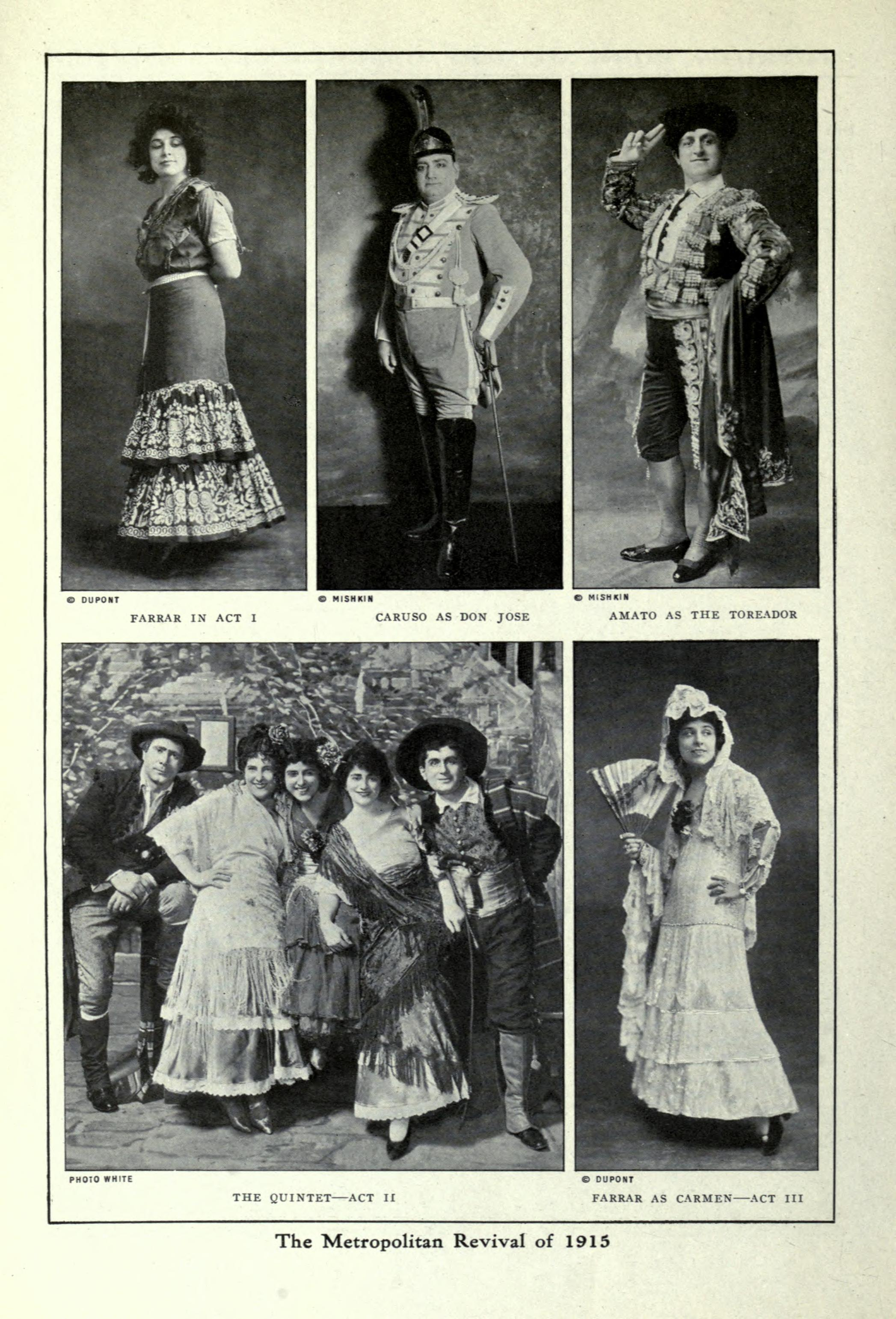
Рекламна фотографія до постановки «Кармен» У Метрополітен Опера 1915 року. Головні зірки — Джеральдина Фаррар у ролі Кармен, Енріко Карузо в ролі дона Хозе, Паскуале Амато в ролі Ескамільо

Галявина серед гір. На сцену виходить ватага контрабандистів, що несуть мішки з контрабандними товарами. Серед них дон Хозе та Кармен.
Контрабандисти розташовуються на привал. Данкайро і Ремендадо йдуть на розвідку: перевірити, чи нема на стежці засідки. Група циган розпалює вогнище. Дон Хозе сумує за матір'ю. Кармен глузує з нього. Вона більше не кохає солдата і пропонує йому йти до своєї матінки. Хозе попереджає, що такі жарти небезпечні.
Фраскіта і Мерседес ворожать на картах. Фраскіті вони пророкують велике кохання. Молодий вродливий, проте збіднілий аристократ поведе її під вінець. Мерседес судилося багатство. З нею одружиться старий багатій, який невдовзі помре, залишивши їй великий спадок.
Кармен приєднується до товаришок і теж розкладає карти. Бубни, піки… Карти пророкують їй смерть. Даремно розкидати карти знову й знову — вирок завжди один.
Повертаються Данкайро і Ремендадо. Вони знайшли прохід в горах, але його стережуть солдати, тому жінки повинні піти й відвернути їхню увагу. Контрабандисти відходять, залишивши Хозе одного стерегти товар.
На галявині з'являється Мікаела. Вона розшукує дона Хозе. Дівчина боїться за долю дона Хозе, якого причарувала чаклунка Кармен і благає Бога врятувати його.
Раптом Хозе стріляє в темряву. Налякана дівчина ховається. На сцені з'являється тореадор Ескамільйо, розглядаючи свого простреленого капелюха. Чоловіки впізнають один одного і вступають у розмову. Ескамільйо розповідає, що прийшов у гори в пошуках коханої жінки. З'ясовується, що ця жінка — Кармен. Дон Хозе вражений. Він вихоплює ножа. Тореадор теж береться за ніж. Відбувається бійка. Ніж Ескамільйо ламається. Дон Хозе хоче його зарізати, але в цю мить повертаються контрабандисти і Кармен зупиняє розправу. Тореадор вишукано дякує Кармен. Він запрошує усіх присутніх на бій биків у Севілью і відходить.
Контрабандисти знаходять Мікаелу. Вона розповідає дону Хозе про страждання його матері, закликає його повернутися з нею додому. Кармен також глузливо радить Хозе йти до матері. Але він, засліплений ревнощами, відмовляється бо хоче завадити Кармен з'єднатися з новим коханцем. Але Мікаела говорить Хозе, що його матір помирає і він має поспішати до неї. Дон Хозе відходить. В кінці дії за сценою лунає переможна пісня тореадора.

### Дія четверта

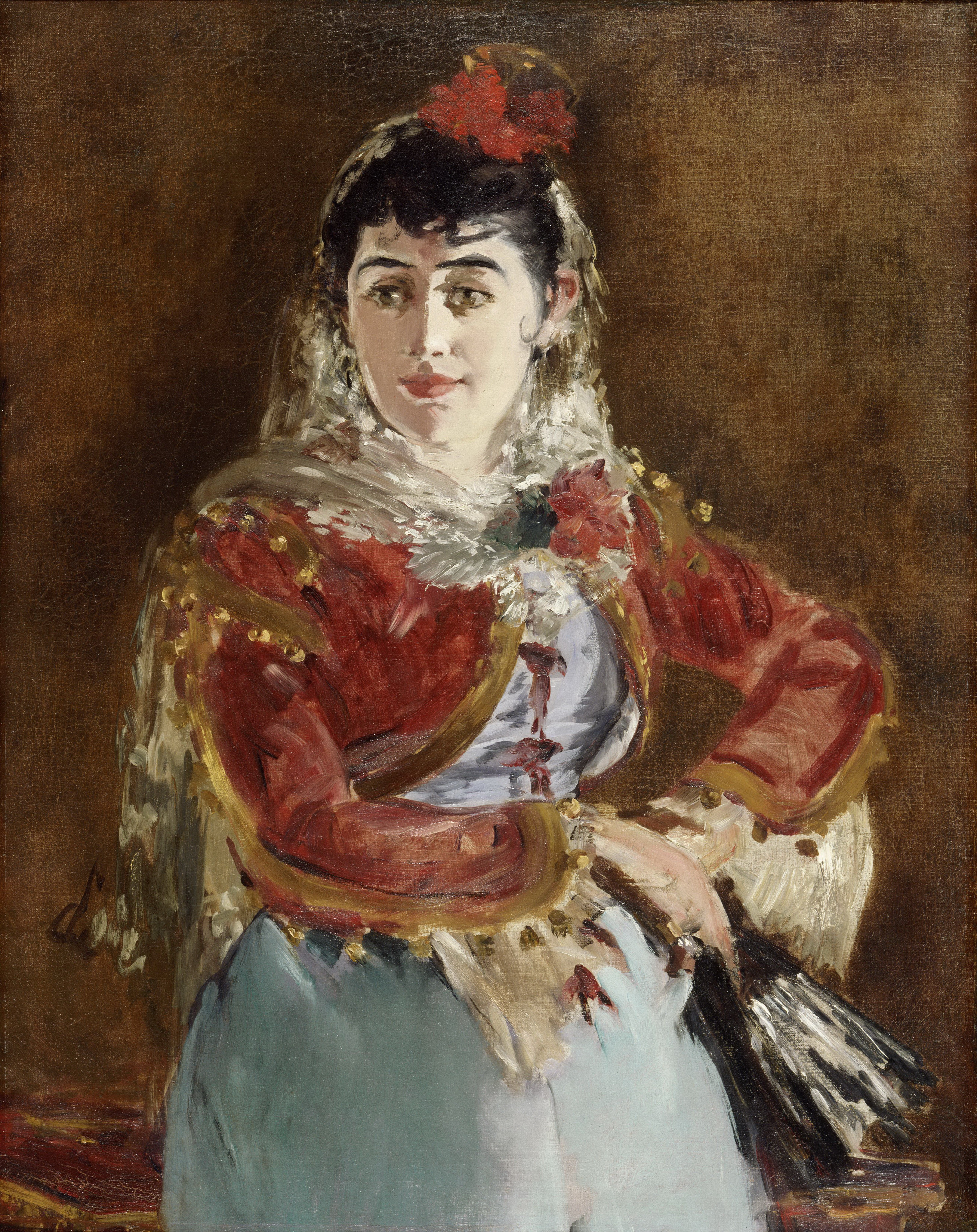
Емілія Амбр у ролі Кармен. Картина Едуарда Мане

Святково вбрана площа у Севільї перед ареною для кориди. Великий натовп чекає початку розваги. Нарешті з'являється Ескамільйо в супроводі пікадорів, бандерильєро та інших учасників кориди. Він веде під руку Кармен.
Фраскіта і Мерседес попереждають Кармен, що у натовпі присутній дон Хозе. Але вона не боїться і готова зустрітися з колишнім коханцем. Натовп заходить у ворота арени, а Кармен залишається на площі.
До неї підходить Хозе. Він благає її повернутися до нього, але вона рішуче відмовляється і хоче йти на арену, звідки лунають вигуки на честь переможця Ескамільйо. Хозе заявляє, що не допустить більше її зустрічей з тореадором. У відповідь Кармен жбурляє на землю подарований ним перстень і біжить. Хозе наздоганяє її біля входу на арену і вдаряє ножем. Вона падає мертва.
Натовп висипає з арени. Дон Хозе зізнається в тому, що вбив жінку, яку кохав.

## Історія створення

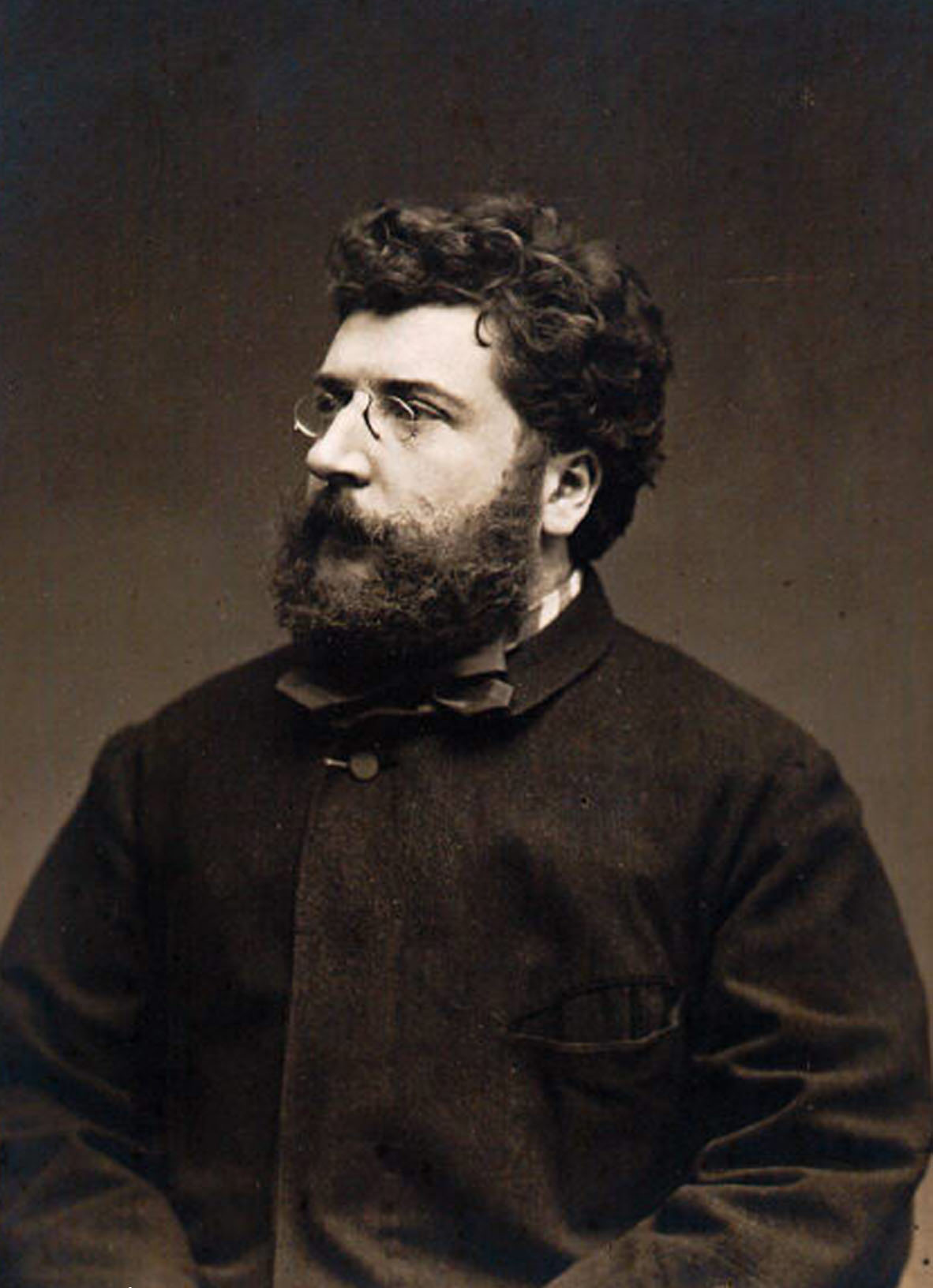
Жорж Бізе

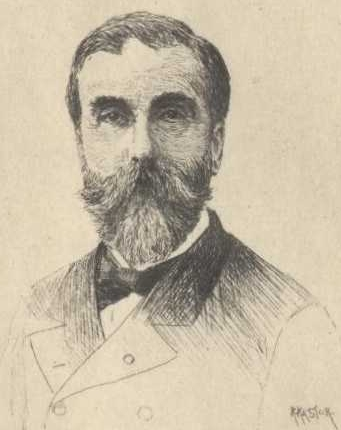
Людовік Галеві

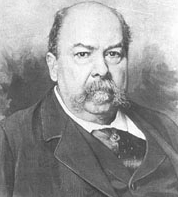
Анрі Мельяк

У 1860-х роках Жорж Бізе у Парижі намагався добитися постановки своїх опер. Головні паризькі державні театри — Опера та Опера Комік — віддавали перевагу класичному репертуару та з підозрою ставилися до молодих композиторів. Проте Бізе вдалося встановити добрі робочі стосунки з директором незалежного Ліричного театру Леоном Карвальо. Завдяки цьому співробітництву вдалося здійснити постановку двох опер Бізе — «Ловці перлів» (фр. Les Pêcheurs de perles) у 1863 році та «Пертська красуня» (фр. La Jolie Fille de Perth) у 1867 році. Проте вони не мали великого успіху.
У травні 1872 році, коли театральне життя Парижа відновлювалось після Франко-Пруської війни 1870–1871 років, Бізе вдалося здійснити в Опера-Комік постановку одноактної опери «Джаміле» (фр. Djamileh). Цей твір також не мав великого успіху — відбулося всього 11 вистав. Проте авторитет Бізе на той час підвищився настільки, що він отримав від Опера Комік замовлення на нову повнорозмірну оперу. Для створення лібрето були запрошені авторитетні письменники Анрі Мельяк та Людовік Галеві, які мали солідну репутацію, як автори текстів до багатьох оперет Жака Оффенбаха. У цьому творчому дуеті існував чіткий розподіл обов'язків: Мельяк, писав прозові діалоги, а Галеві — вірші. Із Галеві, двоюрідним братом своєї дружини Женев'єви, Бізе вже раніше працював. Той написав лібрето до його ранньої оперети «Доктор Міракль» (фр. Le Docteur Miracle) написаної у 1857 році.
Сюжет майбутньої опери був предметом обговорення між композитором, лібретистами та керівництвом Опера-Комік. Один зі співдиректорів театру Адольф де Левен запропонував кілька сюжетів, проте автори ввічливо їх відхилили.
Врешті за основу був узятий сюжет новели Проспера Меріме «Кармен», опублікованого у 1845 році. Історією та звичаями циган письменник зацікавився під час своєї подорожі по Іспанії у 1830 році. Щоб досконало передати характер героїні, Меріме вивчив наукові праці про циган та їхню мову. Також можливо на його роботу вплинула поема Олександра Пушкіна «Цигани», яку Меріме пізніше переклав на французьку мову.
Ідея використати сюжет «Кармен» для опери належала Жоржу Бізе, який познайомився з творчістю Проспера Меріме ще під час свого навчання у Римі пртягом 1857–1860 років. Мельяк та Галеві підтримали ідею Бізе та заходилися писати лібрето. Ймовірно, ця робота розпочалася у 1873 році.
При адаптації до оперної сцени оригінальний сюжет Меріме був суттєво змінений. Лібретисти ввели образ нареченої дона Хозе Мікаели. Епізодичний образ пікадора Лукаса був перетворений на одного з головних героїв опери — тореадора Ескамільо.
До літа 1873 року Бізе написав повністю музику до першої дії опери. Репетиції повинні були розпочатися у жовтні 1873 року. Проте проект було тимчасово зупинено з різних причин. По-перше, виникли проблеми з пошуком виконавиці на роль головної героїні. По-друге, виник конфлікт між співдиректорами Опера Комік Камілем дю Локлем та Адольфом де Левеном з приводу доцільності постановки. Де Левен рішуче виступав проти надто на його думку ризикованого сюжету. Він був упевнений, що така історія відлякає глядачів театру, який позиціонував себе як родинний.
Людовіку Галеві насилу вдолося переконати його у тому, що сюжет опери буде значно пом'якшений порівняно з оповіданням Меріме. Характер Кармен зазнав змін. Вона перестане бути злодійкою, схильною до подружньої зради (в оповіданні Кармен має чоловіка — цигана-контрабандиста Гарсію Кривого, якого через ревнощі убив дон Хозе) і перетвориться на волелюбну робітницю тютюнової фабрики, схильну до романтичних пригод. До того ж її образ врівноважуватиме Мікаела — скромна, цнотлива дівчина. Крім того, цигани будуть представлені в опері як комічні персонажі, а вбивство Кармен пом'якшить тріумфальна хода та урочисті фанфари в кінці вистави. Де Левен неохоче погодився на такий сюжет, проте і надалі займав ворожу позицію відносно нової опери, що кінець кінцем призвело до його відставки з театру у 1874 році.
Після всіх затримок, робота над постановкою відновилася на початку 1874 року. На цей час Бізе закінчив створення чорнового варіанту музики до опери — близько 1200 сторінок рукопису. Він був задоволений своєю роботою, про що писав у листі до друга: «Я написав твір, ясний та живий, сповнений колориту та мелодійності.»
Проте до початку репетицій у жовтні 1874 року Бізе неодноразово вносив зміни до музики опери: іноді на прохання оркестру, який вважав, що деякі моменти неможливо виконати, іноді щоб задовольнити примхи співаків, а в решті випадків — на вимогу керівництва театру. Та музика, яка виконувалася на прем'єрі, суттєво відрізняється від варіантів партитури, опублікованих Бізе на початку 1875 року. Також Бізе частково змінив лібрето там, де йому здавалося, що лібретисти занадто далеко відійшли від оригінального образу Кармен. Зокрема, він написав новий текст для хабанери Кармен і переписав соло Кармен у сцені з картами у третій дії.

## Перша постановка

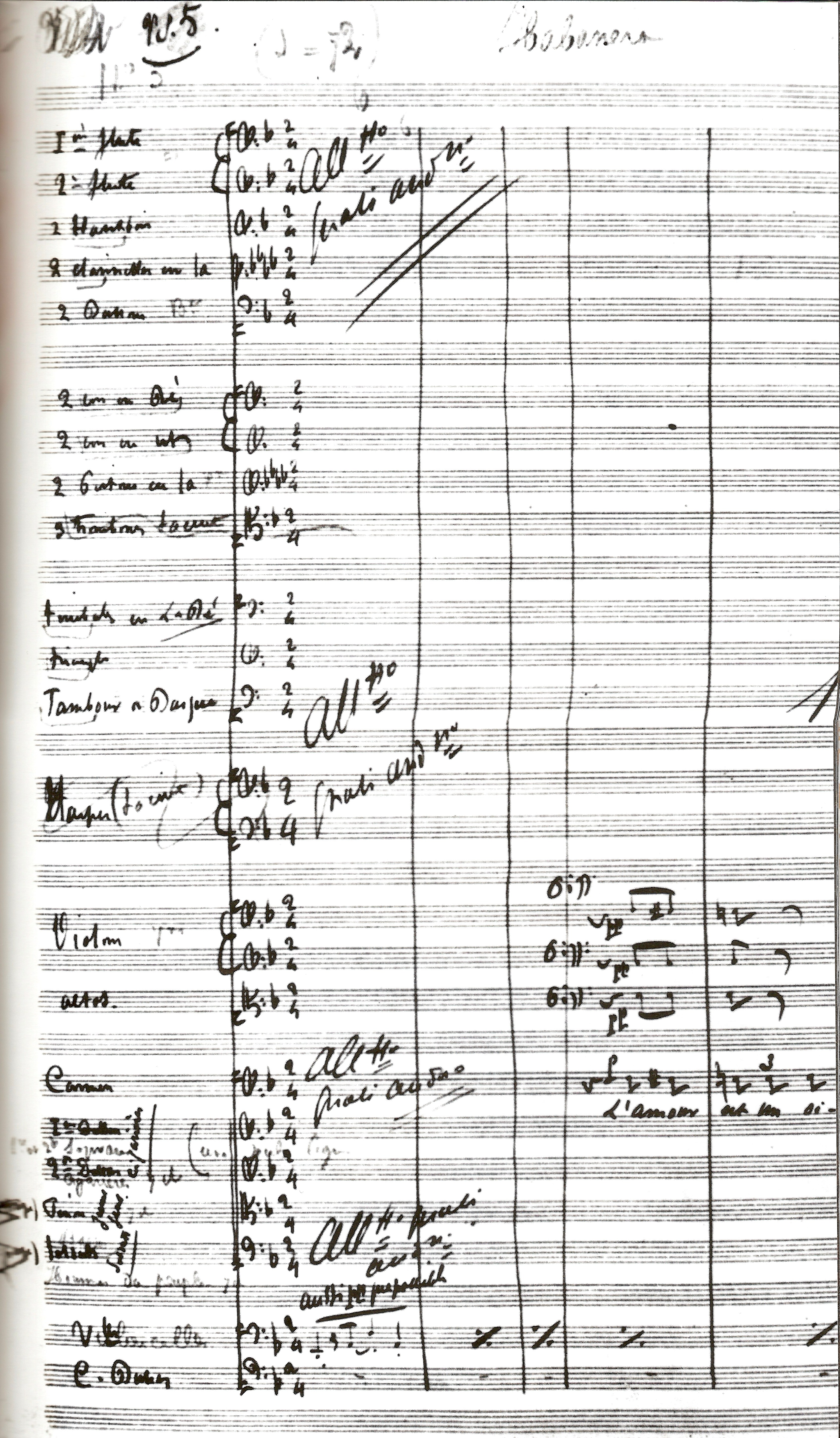
Сторінка з рукопису Жоржа Бізе. Хабанера Кармен.

Через те, що репетиції «Кармен» почалися з запізненням на рік — в жовтні 1874 року — перша вистава опери відбулася тільки 3 березня 1875 року. За збігом обставин саме в цей день було офіційно оголошено про нагородження Бізе орденом Почесного Легіону.
На виставі були присутні визначні паризькі композитори — Жуль Массне, Жак Оффенбах, Лео Деліб, Шарль Гуно. Під час вистави Гуно заявив, що Бізе поцупив у нього музику до арії Мікаели з третього акту: «Це моя мелодія!» — вигукнув він.
Галеві описав свої враження від прем'єри у листі до друга. Перша дія була сприйнята добре. Основні номери викликали аплодисменти. На початку другої дії теж все йшло добре. Але після пісні тореадора Галеві відмітив «холодність» публіки. У третій дії аплодисменти заслужила лише арія Мікаели і Галеві відзначив зросле збентеження публіки. Остання дія була «крижаною від початку до кінця». Англійський критик Ернест Ньюмен пізніше писав, що сентиментальна публіка Опера-Комік була «шокована брутальним реалізмом дії», низьким походженням і зіпсованою мораллю більшості дійових осіб.
Проте деякі митці вже тоді розпізнали величезний потенціал опери Бізе. Так композитор Жуль Массне невдовзі після прем'єри надіслав Бізе вітальну записку: «Яким щасливим ви маєте бути зараз — це величезний успіх!»
В той же час преса сприйняла «Кармен» переважно несхвально. Тогочасних журналістів обурювала як сама опера, так і її літературна першооснова — оповідання Меріме. З театральних рецензій того часу:
«Насправді у повісті загибель Кармен є лише справедливою відплатою за всі ті злочини, на які вона штовхає Хозе. Це помста за всіх тих, кого вона змусила його вбити. Тут же (в опері), навпаки, Кармен ніколи не була винуватицею жодного вбивства. Єдина її провина в тому, що вона звела з прямого шляху схильного до любовних авантюр солдата, і вона є майже безневинною жертвою, тоді як справжній злочинець — її вбивця.»
«Скромні матері, поважні батьки сімейств! З вірою в традицію ви привели ваших дочок і дружин, щоб надати їм пристойну, гідну вечірню розвагу. Що відчули ви, побачивши цю повію, яка з обіймів погонича мулів переходить до драгуна, від драгуна до тореадора, доки кинджал покинутого коханця не припиняє її ганебного життя».
Відтак під час першої паризької постановки «Кармен» ішла при наполовину заповненій залі, незважаючи навіть на те, що адміністрація театру роздавала значну кількість квитків безкоштовно.
Бізе важко сприйняв неуспіх свого твору. Існує версія, що тяжка депресія, викликана провалом «Кармен», спричинила хворобу серця, внаслідок якої 3 червня 1875 року композитор помер. Це сталося наступного дня після 33 вистави опери.
Трагічна смерть 36-річного композитора викликала тимчасовий сплеск цікавості до опери, завдяки чому вона протрималась в репертуарі театру до кінця сезону. Вистави «Кармен» з оригінальним складом виконавців були відновлені в листопаді 1875 року. До 15 лютого 1876 року відбулося ще 12 вистав. На одній з них побував російський композитор Петро Чайковський, який поділився своїми враженнями в одному з листів:
«Опера Бізе — шедевр, одна з тих небагатьох речей, яким судилося відобразити в собі найсильнішою мірою музичні прагнення цілої епохи. Років через десять „Кармен“ буде найпопулярнішою оперою в світі».
Проте, перша постановка опери у Парижі, витримавши всього 48 вистав, була знята з репертуару і не ставилася у Франції аж до 1883 року.

## Світовий успіх
Незадовго до смерті Бізе уклав угоду на постановку «Кармен» у Віденській державній опері. Для цієї постановки друг Бізе, композитор Ернест Гіро, створив нову редакцію опери, щоб пристосувати її до звичного для віденців формату Великої опери (фр. Grand opéra). Для цього він замінив діалоги, характерні для комічної опери, на речитативи. Також він включив до «Кармен» фрагменти музики Бізе з сюїти «Арлезіанка».
Та все ж перед прем'єрою керівники Віденської опери вирішили поряд з речитативами Гіро використати деякі діалоги з оригінальної постановки. Ці два варіанти опери — з речитативами і з сумішшю речитативів та діалогів — стали нормативними для наступних постановок опери за межами Франції.
У Відні «Кармен» користувалася великим успіхом у публіки, а також заслужила схвальні відгуки від композиторів, зокрема Ріхарда Вагнера і Йоганнеса Брамса. Останній слухав оперу 20 разів і казав, що він «пішов би на край світу, щоб обійняти Бізе».
Після віденського тріумфу «Кармен» почала стрімко набувати популярності у всьому світі. В лютому 1876 року вона була поставлена у Брюселі з Галлі-Мар'є в головній ролі. 17 червня 1878 року «Кармен» почали виконувати у лондонському Театрі Її Величності. 28 лютого 1878 року відбулася прем'єра опери у Санкт-Петербурзі, а 23 жовтня того ж року — у Нью-Йорку.
Після переможної ходи по всьому світу, «Кармен» знову повернулася у Францію. Проте ставили її тільки провінційні театри у Марселі, Ліоні, Дьєпі. Леон Карвальо, що на той час керував Опера Комік, довгий час відмовлявся відновити постановку цієї, на його думку аморальної, опери у Парижі. В той же час Мельяк і Галеві добивалися поновлення опери за умови, що у новій постановці не братиме участі Галлі-Мар'є, чиє виконання ролі Кармен вони визнавали аморальним.
Нарешті, у квітні 1883 року опера знов була поставлена на сцені Опера Комік. При цьому з оригінального тексту біли видалені найбільш неприйнятні епізоди. «Кармен», що на той час уже була всесвітньо визнаним шедевром французької опери, йшла з аншлагами, хоча й була піддана нищівній критиці за цензурування початкового тексту. Нарешті у жовтні того ж року Карвальо поступився тискові. Він відновив партитуру і лібрето постановки 1875 року і запросив на головну роль Галлі-Мар'є. З того часу у Франції, на відміну від інших країн, «Кармен» ставиться діалогами, без речитативів, дописаних Гіро.
На сьогоднішній день «Кармен» є однією з найбільш популярних опер у світі. Її виконують майже на всіх оперних сценах світу, зокрема й у Національній опері України, Львівському, Харківському, Дніпровському та Донецькому оперних театрах.

## Переклад
Українською мовою «Кармен» переклав Максим Рильський в 1930-х роках. В цьому перекладі опера йшла в Київському театрі
У 2017 році переклад опери «Кармен» українською мовою зробив Олекса Кириченко, відео із субтитрами представлено на Youtube

## Записи
- 1953 рік: Кармен — Вероніка Борисенко, Дон Хозе — Георгий Нелепп, Ескамільо — Олексій Іванов, Мікаела — Єлизавета Шумська, хор та оркестр Большого театру СРСР, диригент — Василь Небольсин.
- 1959 рік: Кармен — Ірина Архипова, Дон Хозе — Маріо дель Монако, Ескамільо — Павло Лісиціан, Мікаела — Ірина Масленнікова, оркестр та хор Большого театру СРСР, диригент — Олександр Мелік-Пашаєв.
- 1964 рік: Кармен — Марія Каллас, Дон Хозе — Микола Гедда, Ескамільо — Робер Массар, Мікаела — Андреа Гійо, хор під управлінням Жана Пено, оркестр театру «Гранд-опера», диригент — Жорж Претр.
- 1978 рік: Кармен — Тереза Берганса, Дон Хозе — Пласідо Домінго, Ескамільо — Шерил Мілнс, Мікаела — Ілеана Которубас, Амвросіанський оперний хор, Лондонський симфонічний оркестр, диригент — Клаудіо Аббадо.
- 1979 рік: Кармен — Тамара Синявська, Дон Хозе — Зураб Соткілава, Ескамільо — Юрій Мазурок, Мікаела — Людмила Сергієнко, Цуніга — Юрій Корольов, Фраскіта — Тетяна Тугаринова, хор та оркестр Большого театру СССР, диригент — Фуат Мансуров.
- 1988 рік: Кармен — Джессі Норман, Дон Хозе — Ніл Шикофф, Ескамільо — Саймон Естес, Мікаела — Мірелла Френі, хор Французького радіо, Національный оркестр Франції, диригент — Сейдзі Одзава.

## Фільмографія
Історія Кармен є одним з найбільш популярних сюжетів за всю історію кінематографа. Дослідники з Університету Ньюкасла підрахували, що за мотивами цього сюжету в світі знято більше 70 фільмів, з яких приблизно 40 — німі. Зокрема в 1915 році фільм за мотивами опери зняв Чарльз Чаплін.
Часто творці фільмів відходять від буквального повторення сюжету опери, але зберігають теми трагічного кохання та убивства з ревнощів. Над екранізаціями сюжету «Кармен» працювали багато видатних режисерів, зокрема Жан-Люк Годар, Рауль Волш, Отто Премінгер.
Найбільш помітні екранізації:
- 1915 : Burlesque on Carmen, США, режисер Чарльз Чаплін
- 1918 : Carmen, Німеччина, режисер Ернст Любич
- 1926 : Carmen, Франція, режисер Жак Фейдер
- 1927 : The Loves of Carmen («Кохання Кармен»), США, режисер Рауль Волш
- 1945 : Carmen, Франція, режисер Крістіан Жак;
- 1954 : Carmen Jones («Кармен Джонс»), США, режисер Отто Премінгер за мюзиклом Оскара Гаммерстайна II
- 1983 : Carmen, Іспанія, режисер Карлос Саура
- 1983 : Prénom Carmen («Ім'я: Кармен»), Франція Жан-Люк Годар
- 1984 : Carmen, Франція-Італія, фільм-опера Франческо Россі
- 2003 : Carmen, Іспанія, режисер Вісенте Аранда
- 2003 : Carmen, режисер Франко Дзефіреллі